# Доджер
Доджер (англ. Dodger) — роман англійського письменника Террі Пратчетта в жанрі «історичного фентезі». Прототип головного героя — Спритний Пройда (Джек «Доджер» Докінс) з роману Ч. Дікенса «Пригоди Олівера Твіста». Книгу випущено 13 вересня 2012 року у Великій Британії.

## Сюжет
Дія розгортається в Лондоні вікторіанської епохи. Головний герой — тошер і жох на прізвисько Фінт, — одного разу вночі рятує дівчину від двох переслідувачів і з цього моменту починаються його пригоди. Фінт виявляється втягнутим у політичну інтригу державного масштабу, завдяки чому знайомиться із найвпливовішими людьми Англії того часу, стає героєм дня і навіть потрапляє на аудієнцію до Її величності королеви Вікторії. Все це відбувається через таємницю, пов'язану з ім'ям та походженням урятованої незнайомки.
Пораненій дівчині допомагають Чарлз Дікенс і Генрі Мейг'ю. Джентльмени, у супроводі Фінта, відвозять її до будинку містера Мейг'ю. Лікар, що оглянув її рани, приходить до висновку, що внаслідок побоїв вона втратила дитину. Дівчина залишається в будинку містера Мейг'ю під наглядом його дружини. Для зручності вона дає їй ім'я Симплісіті, оскільки походження героїні поки що залишається для всіх таємницею. Між Симплісіті та Фінтом зростає прихильність, тому юний тошер починає нишпорити вулицями в пошуках інформації про карету, з якої вона намагалася втекти. Протягом наступних днів, Фінт запобігає спробі пограбування в головному офісі «Морнінг Кронікл», куди приходить на зустріч з Чарлі, обеззброює демона-перукаря Суїні Тодда, прийшовши до нього причуритися перед зустріччю з Симплісіті, і робить інші «подвиги» які зробили його знаменитістю серед жадібної до сенсацій лондонської публіки. Подібна надмірна увага до його скромної персони значно ускладнює пошуки ворогів Симплісіті, а її саму змушує змінити місце перебування. За порадою Чарлі, вона переїжджає до будинку однієї з найвпливовіших жінок того часу — Анджели Бердетт-Кутс. Завдяки діяльності Фінта та Чарлі, а також зі слів самої Симплісіті, герої дізнаються, що дівчина таємно вийшла заміж за принца однієї з німецьких держав і, тим самим, стала перешкодою для політичного шлюбу, планованого його сім'єю. У його сім'ї вирішено знищити всі докази незаконного шлюбу, зокрема й саму Симплісіті — вікарія та двох свідків весілля на момент подій, що відбуваються, вже вбито.
Політична складова справи поряд з новим статусом Фінта призводить до того, що незабаром він знайомиться зі впливовими політиками імперії, такими як Бенджамін Дізраелі та Роберт Піль. Він дізнається, що сім'я чоловіка Симплісіті чинить тиск на британський уряд, щоб повернути її, і що уряд не може прямо відмовитися від цієї вимоги. Крім того, таємничий убивця, Анонім, за чутками, полює за Фінтом та Симплісіті. Фінт вирішує, задля порятунку Симплісіті, інсценувати її смерть. За допомогою перевдягання та інших хитрощів він знаходить тіло нещасної самогубиці, дуже схожої на Симплісіті, переносить його в каналізацію і готує необхідні декорації для дійства, що має відбутися під час екскурсії в каналізацію Лондона, яку Фінт влаштував для Дізраелі й Дікенса. План майже зірвано, коли з'являється Анонім. Однак, за допомоги Симплісіті, Фінту вдається перемогти вбивцю та розіграти трагедію до кінця. Після того, що сталося, двоє молодих закоханих переховуються деякий час у Сомерсеті, а потім повертаються до Лондона, де Фінта запрошують на аудієнцію до королеви Вікторії. Йому пропонують працювати на уряд шпигуном. Без довгих вагань Фінт приймає цю пропозицію та отримує титул — тепер його звуть сер Джек Фінт.

## Персонажі
- Фінт, сімнадцятирічний юнак, який живе у бідних кварталах Лондона. Заробляє на життя тошерством — нишпорить по каналізації в пошуках загублених монет та інших цінностей. Попри юний вік, має повагу серед бідняків та шахраїв Лондона. На початку історії, після смерті найстарішого тошера йому присвоюють звання «король тошерів». Справжнє ім'я Фінта «Піпка», яке наприкінці оповіді він змінює на ім'я «Джек».
- Симплісіті, таємнича незнайомка, яку Фінт врятував на початку оповіді. Вважається, що вона знатного походження і була одружена з принцом однієї з німецьких держав. Після низки випадків домашнього насильства вона втікає до Англії, переслідувана батьком свого чоловіка. Усе це спонукає Фінта спробувати її врятувати. Ім'я «Симплісіті» (від англ. Simplicity — «простота») їй дала дружина Генрі Мейх'ю — її справжнього імені не згадано протягом усієї книги. Після того, як Фінт інсценував її смерть, вона взяла собі ім'я «Серендипіті».
- Соломон Коен, поважний літній ремісник, який проживає в Севен-Дайлз (лондонські кримінальні нетрі) разом із Фінтом та псом на ім'я Онан. Соломон є свого роду наставником Фінта: відучує від злодійства, упорядковує його зовнішність, дає життєві поради. Протягом роману кілька разів згадано події з минулого Соломона: втеча з Росії за часів гонінь і подорож світом після цього. Попри те, що він єврей, його погляди на багато речей досить вільні: наприклад, він є членом масонської ложі.
- Чарлз Дікенс, письменник і журналіст, який багато знає про умови життя Фінта і в усьому допомагає йому протягом книги.
- Генрі Мейг'ю, друг Чарлі, який (разом зі своєю дружиною) першим дає притулок Симплісіті та піклується про неї. Як і його друг, Генрі дуже зацікавлений у покращенні життя жебраків Лондона. Роман присвячений книзі реального містера Мейг'ю «Робітники та бідняки Лондона[en]», яку він написав, щоб привернути увагу до тяжкого становища нижчих верств населення міста.
- Анджела Бердетт-Куттс — мільйонерка-благодійниця, жінка незалежних поглядів. Дає притулок Симплісіті, коли та повністю одужує та, надалі всіляко їй сприяє. Її реальному прототипу присвячено роман Ч. Дікенса «Мартін Чезлвіт»
- Бенджамін Дізраелі, молодий політик, що подає надії, друг Чарлі. У сюжет введений як член парламенту. Завдяки своєму становищу відіграє важливу роль у плані Фінта з фальшивою смертю Симплісіті.
- Сер Роберт Піль, очільник поліції Лондона. На його честь у просторіччі мешканці називають поліціянтів «боббі». Попри своє офіційне становище, він підтримує бажання Симплісіті не повертатися до свого чоловіка. З цієї причини він навіть заплющує очі на деякі не надто законні вчинки Фінта.
- Анонім, розшукуваний у багатьох країнах Європи вбивця, найнятий, щоб позбутися Фінта і Симплісіті. Довгий час владі не вдавалося спіймати його, оскільки, за свідченнями, Анонім, вчиняючи злочини, щоразу має вигляд іншої людини. Ніхто не помічав, що кожного разу Аноніма супроводжує одна й та сама жінка.
- Містер Тенніел, ілюстратор журналу «Панч», який намалював портрет Фінта для обкладинки.
- Свіні Тодд, цирульник із Фліт-стріт, учасник Наполеонівських воєн. Страждає на ПТСР, йому видається, що його клієнти — це солдати, яких не міг врятувати на війні, що повертаються до життя. Терзаний жахом, він убиває їх, не розрізняючи де реальність, а де примари минулого. Коли до нього в цирульню приходить Фінт, Тодд намагається вбити і його, але герой обеззброює цирульника, завдяки чому стає знаменитістю. Однак, на відміну від інших городян, Фінт розуміє, що Свіні Тодд жертва, а не вбивця, тому віддає свою винагороду на гідне утримання колишнього перукаря в божевільні Бедлам і відвідує його там, щоб переконатися, що його внесок використовується за призначенням.
- Джозеф Базелджетт, інженер-будівельник, якого Фінт разом із Чарлі Дікенсом веде на екскурсію лондонською каналізацією.

## Цікаві факти
Згідно з післямовою автора, дія роману розгортається в першій чверті правління королеви Вікторії, між 1837 та 1853 роками. Для цього Террі Пратчетт навмисно змінив історичні факти, щоб усі персонажі опинилися в одному періоді історії. Наприклад, сер Роберт Піль представлений міністром внутрішніх справ Великої Британії, хоча він цю посаду обіймав за Вільгельма IV, попередника королеви Вікторії.

## Сиквел
У листопаді 2013 року вийшов друком сиквел «Dodger's Guide to London» Террі Пратчетта.